# احقاف الجبرات
احقاف الجبرات یک منطقهٔ مسکونی در لیبی است که در برقه واقع شده‌است.